# Natação no Campeonato Mundial de Esportes Aquáticos de 2009 - 10 km feminino
A prova de 10 quilômetros feminino da maratona aquática no Campeonato Mundial de Esportes Aquáticos de 2009 foi realizada no dia 22 de julho na praia de Óstia, nos arredores de Roma.

## Medalhistas
| Ouro                  | Prata                        | Bronze                 |
| Keri-Anne Payne (GER) | Ekaterina Seliverstova (RUS) | Martina Grimaldi (ITA) |

## Resultados
Estes foram os resultados da prova:
| Pos.              | Atleta                       | País           | Tempo     |
| ----------------- | ---------------------------- | -------------- | --------- |
| Medalha de ouro   | Keri-Anne Payne              | Grã-Bretanha   | 2:01:37.1 |
| Medalha de prata  | Ekaterina Seliverstova       | Rússia         | 2:01:38.0 |
| Medalha de bronze | Martina Grimaldi             | Itália         | 2:01:38.6 |
| 4                 | Andreina Pinto Perez         | Venezuela      | 2:01:40.8 |
| 5                 | Angela Maurer                | Alemanha       | 2:01:40.9 |
| 6                 | Linsy Heister                | Países Baixos  | 2:01:41.0 |
| 7                 | Poliana Okimoto              | Brasil         | 2:01:41.5 |
| 8                 | Margarita Dominguez          | Espanha        | 2:01:45.6 |
| 9                 | Marianna Lymperta            | Grécia         | 2:01:45.7 |
| 10                | Jana Pechanova               | Chéquia        | 2:01:50.2 |
| 11                | Alona Berbasova              | Ucrânia        | 2:01:58.9 |
| 12                | Manon Lammens                | Bélgica        | 2:02:00.3 |
| 13                | Alannah Jury                 | Nova Zelândia  | 2:02:01.0 |
| 14                | Teja Zupan                   | Eslovênia      | 2:02:03.1 |
| 15                | Fang Yangqiao                | China          | 2:02:04.0 |
| 16                | Olga Beresneva               | Ucrânia        | 2:02:04.0 |
| 17                | Nika Kozamernik              | Eslovênia      | 2:02:04.4 |
| 18                | Karla Sitic                  | Croácia        | 2:02:04.5 |
| 18                | Odette Saldivar              | México         | 2:02:04.5 |
| 20                | Iris Matthey-Jaquet          | Suíça          | 2:02:04.6 |
| 21                | Patricia Maldonado           | Venezuela      | 2:02:05.9 |
| 22                | Ana Marcela Cunha            | Brasil         | 2:02:06.4 |
| 23                | Silvie Rybarova              | Chéquia        | 2:02:06.5 |
| 24                | Emily Brunemann              | Estados Unidos | 2:02:06.6 |
| 25                | Alejandra Gonzalez           | México         | 2:02:06.7 |
| 26                | Stefanie Biller              | Alemanha       | 2:02:07.1 |
| 27                | Eva Fabian                   | Estados Unidos | 2:02:09.9 |
| 28                | Maaike Waaijer               | Países Baixos  | 2:02:10.1 |
| 29                | Melissa Gorman               | Austrália      | 2:02:16.0 |
| 30                | Katia Barros                 | Equador        | 2:02:20.3 |
| 31                | Alice Franco                 | Itália         | 2:02:22.1 |
| 32                | Ophelie Aspord               | França         | 2:02:22.9 |
| 33                | Zsofia Balazs                | Canadá         | 2:02:24.3 |
| 34                | Shi Yu                       | China          | 2:02:28.3 |
| 35                | Katy Whitfield               | Grã-Bretanha   | 2:02:37.7 |
| 36                | Danielle de Francesco        | Austrália      | 2:02:55.4 |
| 37                | Yurema Requena Juarez        | Espanha        | 2:03:16.8 |
| 38                | Natalie du Toit              | África do Sul  | 2:06:22.5 |
| 39                | Nataly Caldas Calle          | Equador        | 2:06:26.9 |
| 40                | Wing Yung Natasha Terri Tang | Hong Kong      | 2:09:15.4 |
| 41                | Aurelie Muller               | França         | 2:09:23.7 |
| 42                | Nadine Williams              | Canadá         | 2:12:07.9 |
| 43                | Cindy Toscano                | Guatemala      | 2:26:09.1 |
| --                | Larisa Ilchenko              | Rússia         | DNF       |
| --                | Swann Gabrielle Oberson      | Suíça          | DNF       |

- DNF: não completou (Did Not Finish)